# Fins
Fins é uma comuna francesa na região administrativa de Altos da França, no departamento de Somme. Estende-se por uma área de 6,87 km². Em 2010 a comuna tinha 278 habitantes (densidade: 40,5 hab./km²).